# Hasan Daş
Hasan Daş (* 4. August 1998 in Mersin) ist ein türkischer Fußballtorhüter.

## Karriere
Daş begann mit dem Vereinsfußball in der Jugend Mersin İdman Yurdus.
Hier erhielt er bereits im November 2014 einen Profivertrag, spielte aber weiterhin für die Nach- und Reservemannschaften und wurde als 3. Torhüter im Kader der Profis aufgelistet. Aufgrund von Spielermangel wurde er zusammen mit anderen Nachwuchsspielern im Winter 2015/16 Teil der Profimannschaft. Sein Profidebüt gab er am 13. Januar 2016 in der Pokalbegegnung gegen Bucaspor.